# University Heights, Ohio
University Heights är en ort i Cuyahoga County i Ohio. Vid 2020 års folkräkning hade University Heights 13 914 invånare. University Heights är säte för John Carroll University.